# Sekundærrute 151
De Sekundærrute 151 is een secundaire weg in Denemarken. De weg loopt van Kopenhagen via Køge naar Vordingborg. De Sekundærrute 151 loopt over het eiland Seeland en is ongeveer 85 lang.

## Geschiedenis
De Sekundærrute 151 was oorspronkelijk onderdeel van de E47 tussen Kopenhagen en Rødbyhavn. Na de aanleg van de Sydmotorvejen kwam de E47 over de nieuwe autosnelweg te lopen. De oude E47 werd tussen Kopenhagen en Vordingborg afgewaardeerd naar Sekundærrute 151 en tussen Vordingborg en Rødbyhavn naar Sekundærrute 153.